# Воронова (деревня)
Воронова — деревня в Каргапольском районе Курганской области. Входит в состав Вяткинского сельсовета.

## Географическое положение
Деревня расположена у реки Миасс, примерно в 88 км от города Кургана.

## История
Образована в 1747 г. государственным крестьянином Вороновым Максимом Захаровичем (1714 - прим.1795), переехавшим сюда с семьёй из Усть-Миасской слободы.
До 1917 года в составе Каргапольской волости Шадринского уезда Пермской губернии. По данным на 1926 год состояла из 90 хозяйств. В административном отношении входила в состав Тамакульского сельсовета Каргапольского района Шадринского округа Уральской области.

## Население
| 1989 | 2002 | 2010 |
| ---- | ---- | ---- |
| 237  | ↗268 | ↗292 |

По данным переписи 1926 года в деревне проживало 451 человек (200 мужчин и 251 женщина), в том числе: русские составляли 100 % населения.